# Luchthaven Mytilini
Luchthaven Mytilini Odýsseas Elýtis (Grieks: Κρατικός Αερολιμένας Μυτιλήνης `Οδυσσέας Ελύτης`) is het vliegveld van Mytilini op het eiland Lesbos. In 2003 verwerkte de luchthaven 734.158 passagiers. De start- en landingsbaan heeft een lengte van 2414 m.
Het vliegveld ligt 8 km ten zuiden van de stad Mytilini aan de kust.